# Липицы (Львовская область)
Липицы (укр. Липиці) — село в Николаевской городской общине Стрыйского района Львовской области Украины.
Население по переписи 2001 года составляло 257 человек, по состоянию на 01.01.2022 года составляло 197 человек. Занимает площадь 0,54 км². Почтовый индекс — 81624. Телефонный код — 3241.